# Jasienów Górny (gmina)
Jasienów Górny – dawna gmina wiejska w powiecie kosowskim województwa stanisławowskiego II Rzeczypospolitej. Siedzibą gminy był Jasienów Górny.
Gminę utworzono 1 sierpnia 1934 r. w ramach reformy na podstawie ustawy scaleniowej z dotychczasowych gmin wiejskich: Berwinkowa, Chorocowa, Dołhopole, Hołowy, Jasienów Górny, Krasnoila, Krzyworównia, Perechrestne, Stebne i Uścieryki.
Po II wojnie światowej obszar gminy został odłączony od Polski i włączony do Ukraińskiej SRR.